# Copa Libertadores de Futsal Femenina 2024
La Copa Libertadores de Futsal Femenina 2024, estilizado como CONMEBOL Libertadores Futsal Femenina 2024, fue la novena edición del torneo internacional de la Copa Libertadores Futsal Femenina organizado por la Confederación Sudamericana de Fútbol. Se llevó a cabo del 21 al 28 de julio de 2024 en Cochabamba, Bolivia.
Debido a una intoxicación alimenticia, que afectó a muchas de las jugadoras de los distintos equipos, la segunda jornada correspondiente al 22 de julio, hizo que los partidos de ese día se aplazaran y se tuvo que reprogramar el calendario de la competición.

## Equipos participantes

### Información de los equipos
| País      | Club                 | Ciudad            | Entrenador/a     | Vía de clasificación                                         |
| --------- | -------------------- | ----------------- | ---------------- | ------------------------------------------------------------ |
| Argentina | Racing Club          | Avellaneda        | Daniel Paletta   | Campeón del Campeonato de Futsal Femenino AFA 2023           |
| Bolivia   | Always Ready         | El Alto           | Luis Herrera     | Campeón del Campeonato Nacional de Futsal Femenino 2023      |
| Brasil    | Stein Cascavel       | Cascavel          | Marcio Bica      | Campeón de la Supercopa de Brasil 2024                       |
| Chile     | Universidad de Chile | Santiago de Chile | Matias Romero    | Campeón del Torneo de Futsal Femenino 2023                   |
| Colombia  | Llaneros FC          | Villavicencio     | Berley Villa     | Campeón del Torneo Femenino Colombiano                       |
| Ecuador   | La Unión Futsal      | Cuenca            | Daniel Paz       | Campeón del Torneo Femenino Ecuatoriano 2023                 |
| Paraguay  | Exa Ysaty            | Asunción          | Roberto del Pozo | Campeón de la Superliga de Futsal Femenino 2023              |
| Perú      | Deportivo JAP        | Lima              | Juan Sutta       | Campeón de la Primera División Futsal Femenino 2023          |
| Uruguay   | Peñarol              | Montevideo        | Andrés Izquierdo | Campeón del Campeonato Uruguayo Femenino de Fútbol Sala 2023 |
| Venezuela | Tigres Futsal        | Santiago Mariño   | Oriana González  | Campeón de la Liga FUTVE Futsal Femenina                     |

## Sorteo
El sorteo se realizará el 3 de junio de 2024 en la sede de la CONMEBOL en Luque, Paraguay para determinar los 2 grupos, en el sorteo se establecierán dos cabezas de serie, uno de ellos el equipo que representará al país organizador, en este caso Always Ready de Bolivia quien ya está en la posición A1, y el otro será el equipo que representa al último país en ganar dicho torneo, el Stein Cascavel de Brasil, ya ubicada en la posición B1.

Los bolilleros restantes estarán conformados de la siguiente manera:
| Bolillero 1               | Bolillero 2     | Bolillero 3           | Bolillero 4                  |
| ------------------------- | --------------- | --------------------- | ---------------------------- |
| - Racing Club - Exa Ysaty | - Peñarol - VEN | - COL - Deportivo JAP | - Universidad de Chile - ECU |

## Fase de grupos
La competición está dividida en dos grupos de cinco equipos cada grupo, y el sistema de competición es a una vuelta a jugar contra todos los equipos del grupo. Los dos primeros equipos de cada grupo pasarán a las semifinales, y el ganador de cada semifinal jugará la final para determinar el campeón del torneo.
El criterio de desempte en igualdad de puntos, son los duelos entre sí.

### Grupo A
| Equipo          | Pts | PJ | PG | PE | PP | GF | GC | DG  |
| --------------- | --- | -- | -- | -- | -- | -- | -- | --- |
| Racing Club     | 12  | 4  | 4  | 0  | 0  | 12 | 4  | 8   |
| Always Ready    | 9   | 4  | 3  | 0  | 1  | 17 | 5  | 12  |
| La Unión Futsal | 4   | 4  | 1  | 1  | 2  | 7  | 9  | -2  |
| Tigres Futsal   | 2   | 4  | 0  | 2  | 2  | 5  | 8  | -3  |
| Deportivo JAP   | 1   | 4  | 0  | 1  | 3  | 3  | 18 | -15 |

| 21 de julio de 2024, 16:00 (UTC-4) | La Unión Futsal       | 1:1     | Tigres Futsal           | Complejo Polideportivo Quillacollo, Cochabamba |                                      |
|                                    | Michelle Fernández 6' | Reporte | Elizabeth Fernández 34' | Árbitro(s): Paula Silva Aline Santos           | Árbitro(s): Paula Silva Aline Santos |

| 21 de julio de 2024, 18:00 (UTC-4) | Always Ready | 9:0     | Deportivo JAP | Complejo Polideportivo Quillacollo, Cochabamba |                                          |
|                                    | Elisa Lopes 1' 4' · Paula Rojas 6' · Mariana Restrepo 7' 38' 39' · Cartagena 16' · Chura 29' · María Gálvez 40' | Reporte |               | Árbitro(s): Astrid Mendoza María Cáceres       | Árbitro(s): Astrid Mendoza María Cáceres |

| 23 de julio de 2024, 16:00 (UTC-4) | Racing Club                                                | 3:1     | Tigres Futsal    | Complejo Polideportivo Quillacollo, Cochabamba |                                      |
|                                    | Vilma Ruiz 3' · Luci Gómez 5' · Priscilla Alburquerque 35' | Reporte | Yhayna Ayala 22' | Árbitro(s): Valeria Palma Lady Muñoz           | Árbitro(s): Valeria Palma Lady Muñoz |

| 23 de julio de 2024, 18:00 (UTC-4) | Deportivo JAP         | 1:4     | La Unión Futsal                                                               | Complejo Polideportivo Quillacollo, Cochabamba |                                            |
|                                    | Alondra Cuicapusa 35' | Reporte | Mayerly Ramirez 20' · Deysi Carrero 24' · Alisson Olave 29' · Sara Garces 38' | Árbitro(s): Nataly Giraldo Yendis Montalvo     | Árbitro(s): Nataly Giraldo Yendis Montalvo |

| 24 de julio de 2024, 16:00 (UTC-4) | Deportivo JAP | 0:3     | Racing Club                                               | Complejo Polideportivo Quillacollo, Cochabamba |                                        |
|                                    |               | Reporte | Melina Quevedo 18' · Anita Ontiveros 20' · Vilma Ruiz 39' | Árbitro(s): Juliana Angelo Paula Silva         | Árbitro(s): Juliana Angelo Paula Silva |

| 24 de julio de 2024, 18:00 (UTC-4) | La Unión Futsal       | 1:4     | Always Ready                                                            | Complejo Polideportivo Quillacollo, Cochabamba |                                         |
|                                    | Michelle Fernández 9' | Reporte | María Gálvez 3' · Karla Ticona 22' · Arévalo 31' · Mariana Restrepo 33' | Árbitro(s): Fanu Martínez Naudy Jiménez        | Árbitro(s): Fanu Martínez Naudy Jiménez |

| 25 de julio de 2024, 16:00 (UTC-4) | Racing Club                                                 | 3:1     | La Unión Futsal   | Complejo Polideportivo Quillacollo, Cochabamba |                                         |
|                                    | Anita Ontiveros 17' · Luci Gómez 27' · Rocío Villanueva 40' | Reporte | Berenice Calle 9' | Árbitro(s): Aline Santos Astrid Mendoza        | Árbitro(s): Aline Santos Astrid Mendoza |

| 25 de julio de 2024, 18:00 (UTC-4) | Tigres Futsal    | 1:2     | Always Ready                     | Complejo Polideportivo Quillacollo, Cochabamba |                                          |
|                                    | Yhayna Ayala 32' | Reporte | Elisa Lopes 4' · Karla Ticona 5' | Árbitro(s): Juliana Angelo María Cáceres       | Árbitro(s): Juliana Angelo María Cáceres |

| 26 de julio de 2024, 16:00 (UTC-4) | Tigres Futsal               | 2:2     | Deportivo JAP                    | Complejo Polideportivo Quillacollo, Cochabamba |                                          |
|                                    | Elizabeth Fernández 16' 30' | Reporte | Nayeli Conde 18' · Ray Veliz 22' | Árbitro(s): Nataly Giraldo Naudi Jiménez       | Árbitro(s): Nataly Giraldo Naudi Jiménez |

| 26 de julio de 2024, 18:00 (UTC-4) | Always Ready                  | 2:3     | Racing Club                              | Complejo Polideportivo Quillacollo, Cochabamba |                                       |
|                                    | Arévalo 33' · Elisa Lopes 37' | Reporte | Vilma Ruiz 6' 20' · Antonella Sotero 15' | Árbitro(s): Paula Silva Fany Martínez          | Árbitro(s): Paula Silva Fany Martínez |

### Grupo B
| Equipo               | Pts | PJ | PG | PE | PP | GF | GC | DG |
| -------------------- | --- | -- | -- | -- | -- | -- | -- | -- |
| Stein Cascavel       | 12  | 4  | 4  | 0  | 0  | 24 | 0  | 24 |
| Exa Ysaty            | 7   | 4  | 2  | 1  | 1  | 7  | 8  | -1 |
| Llaneros FC          | 7   | 4  | 2  | 1  | 1  | 11 | 19 | -8 |
| Peñarol              | 3   | 4  | 1  | 0  | 3  | 6  | 12 | -6 |
| Universidad de Chile | 0   | 4  | 0  | 0  | 4  | 7  | 16 | -9 |

| 21 de julio de 2024, 12:00 (UTC-4) | Stein Cascavel | 11:0    | Llaneros FC | Complejo Polideportivo Quillacollo, Cochabamba |                                             |
|                                    | Simone 1' · Duda 2' · Luana 4' · Jaque Nunes 10' 40' · Alice 16' · Camilinha 28' · Camila 28' 35' · Vivi Lopes 31' · Amanda Kevini 36' | Reporte |             | Árbitro(s): Lorena Sánchez Gabriela Arrieta    | Árbitro(s): Lorena Sánchez Gabriela Arrieta |

| 21 de julio de 2024, 14:00 (UTC-4) | Universidad de Chile         | 2:4     | Peñarol                                   | Complejo Polideportivo Quillacollo, Cochabamba |                                         |
|                                    | Ciba 18' · Fran Castillo 31' | Reporte | Naiara Ferrari 16' 25' 26' · Lujambio 36' | Árbitro(s): Tayana Moreno Rosa Carvalho        | Árbitro(s): Tayana Moreno Rosa Carvalho |

| 23 de julio de 2024, 12:00 (UTC-4) | Exa Ysaty            | 2:1     | Peñarol        | Complejo Polideportivo Quillacollo, Cochabamba |                                             |
|                                    | Nicole Armoa 23' 33' | Reporte | Paula Viera 5' | Árbitro(s): Estefanía Pinto Edit Labrandero    | Árbitro(s): Estefanía Pinto Edit Labrandero |

| 23 de julio de 2024, 14:00 (UTC-4) | Llaneros FC                                                                      | 5:4     | Universidad de Chile                            | Complejo Polideportivo Quillacollo, Cochabamba |                                               |
|                                    | Nancy Madrid 11' · Camila Russi 16' 22' · Lorena Cobos 27' · Yuliana Montoya 39' | Reporte | Rocío Maira 5'Merlin Salcedo 15' · Ciba 16' 38' | Árbitro(s): Franceska Vega Gema Villavicencio  | Árbitro(s): Franceska Vega Gema Villavicencio |

| 24 de julio de 2024, 12:00 (UTC-4) | Universidad de Chile | 0:5     | Stein Cascavel                                                 | Complejo Polideportivo Quillacollo, Cochabamba |                                           |
|                                    |                      | Reporte | Michi 2' · Alice 14' · Camilinha 23' · Camila 36' · Simone 38' | Árbitro(s): Edit Labrandero Martha Quispe      | Árbitro(s): Edit Labrandero Martha Quispe |

| 24 de julio de 2024, 14:00 (UTC-4) | Llaneros FC                            | 3:3     | Exa Ysaty                                 | Complejo Polideportivo Quillacollo, Cochabamba |                                         |
|                                    | Lorena Cobos 9' 19' · Camila Russi 37' | Reporte | Nataly Lezcano 3' 8' · Melissa Jaimes 39' | Árbitro(s): Rosa Carvalho Tayana Moreno        | Árbitro(s): Rosa Carvalho Tayana Moreno |

| 25 de julio de 2024, 12:00 (UTC-4) | Peñarol | 0:5     | Stein Cascavel                                                | Complejo Polideportivo Quillacollo, Cochabamba |                                       |
|                                    |         | Reporte | Camila 1' 2' · Florencia Vicente 24' · Luana 27' · Flávia 30' | Árbitro(s): Tayana Moreno Johana Vega          | Árbitro(s): Tayana Moreno Johana Vega |

| 25 de julio de 2024, 14:00 (UTC-4) | Exa Ysaty                               | 2:1     | Universidad de Chile | Complejo Polideportivo Quillacollo, Cochabamba |                                           |
|                                    | Tamara Aquino 27' · Liz Karina Sosa 40' | Reporte | Ciba 11'             | Árbitro(s): Aldana Arrieta Lorena Sánchez      | Árbitro(s): Aldana Arrieta Lorena Sánchez |

| 26 de julio de 2024, 12:00 (UTC-4) | Stein Cascavel                            | 3:0     | Exa Ysaty | Complejo Polideportivo Quillacollo, Cochabamba |                                           |
|                                    | Alice 1' · Camilinha 4' · Jaque Nunes 19' | Reporte |           | Árbitro(s): Estefania Pinto Nelly Cabrera      | Árbitro(s): Estefania Pinto Nelly Cabrera |

| 26 de julio de 2024, 14:00 (UTC-4) | Peñarol              | 1:3     | Llaneros FC                                               | Complejo Polideportivo Quillacollo, Cochabamba |                                      |
|                                    | Shamila González 25' | Reporte | Lizeth Camacho 30' · Nancy Madrid 32' · Yanid Sánchez 38' | Árbitro(s): Valeria Palma Lady Muñoz           | Árbitro(s): Valeria Palma Lady Muñoz |

## Fase Final

### Noveno lugar
| 27 de julio de 2024, 12:00 (UTC-4) | Deportivo JAP                                           | 3:0 | Universidad de Chile | Complejo Polideportivo Quillacollo, Cochabamba |               |
|                                    | Yanira Rossell 20' · Ray Veliz 33' · Tina Rodríguez 36' |     |                      | Árbitro(s): -                                  | Árbitro(s): - |

### Séptimo lugar
| 27 de julio de 2024, 14:00 (UTC-4) | Tigres Futsal                                                    | 4:2 | Peñarol                               | Complejo Polideportivo Quillacollo, Cochabamba |               |
|                                    | Carla Crespo 7' 40' · Yhayna Ayala 12' · Elizabeth Fernández 34' |     | Paula Viera 13' · Catherine Solla 18' | Árbitro(s): -                                  | Árbitro(s): - |

### Quinto lugar
| 28 de julio de 2024, 12:00 (UTC-4) | La Unión Futsal                                                       | 5:2 | Llaneros FC                           | Complejo Polideportivo Quillacollo, Cochabamba |               |
|                                    | Berenice Calle 7' · Jeniffer Chumbay 13' · Michelle Fernández 38' 39' |     | Yanid Sánchez 14' · Laura Castaño 23' | Árbitro(s): -                                  | Árbitro(s): - |

### Semifinales
| 27 de julio de 2024, 16:00 (UTC-4) | Racing Club                                                 | 3:1 | Exa Ysaty        | Complejo Polideportivo Quillacollo, Cochabamba |               |
|                                    | Antonella Sotero 10' · Anita Ontiveros 23' · Vilma Ruiz 26' |     | Nicole Armoa 34' | Árbitro(s): -                                  | Árbitro(s): - |

| 27 de julio de 2024, 18:30 (UTC-4) | Stein Cascavel                                                       | 5:2 | Always Ready                             | Complejo Polideportivo Quillacollo, Cochabamba |               |
|                                    | Camila Costa 11' 33' · Karla Ticona 12' · Luana 14' · Júlia Melz 20' |     | Coquito Galvez 3' · Mariana Restrepo 35' | Árbitro(s): -                                  | Árbitro(s): - |

### Tercer lugar
| 28 de julio de 2024, 14:00 (UTC-4) | Exa Ysaty | 0:4     | Always Ready                                 | Complejo Polideportivo Quillacollo, Cochabamba |               |
|                                    |           | Reporte | Elisa Lopes 10' 22' 30' · Coquito Galvez 38' | Árbitro(s): -                                  | Árbitro(s): - |